# Karl Křitek
Karl Křitek ou Kritek, né le 24 octobre 1861 à Split (Dalmatie austro-hongroise, aujourd'hui en Croatie), mort le 3 septembre 1928 à Vienne, est un militaire austro-hongrois qui a combattu pendant la Première Guerre mondiale, principalement sur le front de l'Est.

## Origines
Karl Křitek est le fils de Johann Victor Křitek (1830–1904), général d'intendance. Il étudie à Vienne, puis à l'école militaire de Sankt Pölten, puis au lycée militaire de Mährisch Weißkirchen en Moravie. De 1876 à 1879, il suit les cours de l'Académie militaire thérésienne, à Wiener Neustadt, d'où il sort comme sous-lieutenant au 52e régiment d'infanterie. De 1882 à 1884, il passe par l'école de guerre impériale et royale (de). Il passe par différents postes dont le bureau de cartographie de l'état-major général. En 1910, il est promu Feldmarschallleutnant (général de division) et nommé à la tête de la 49e division d'infanterie à Vienne, poste qu'il occupe au moment de la mobilisation de 1914.

## Première guerre mondiale

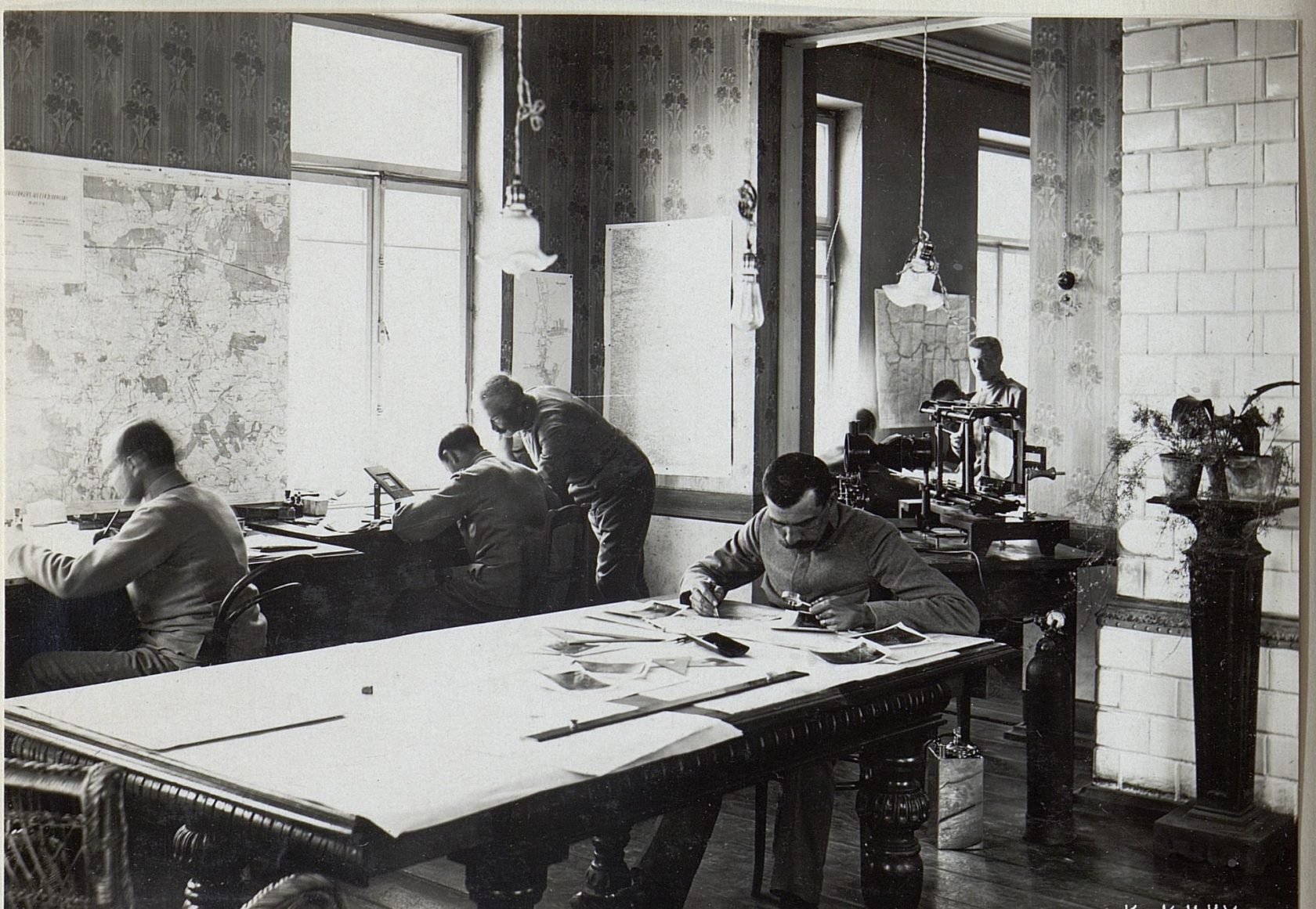
Atelier de cartographie austro-hongrois à Loutsk, v. 1915-1918.

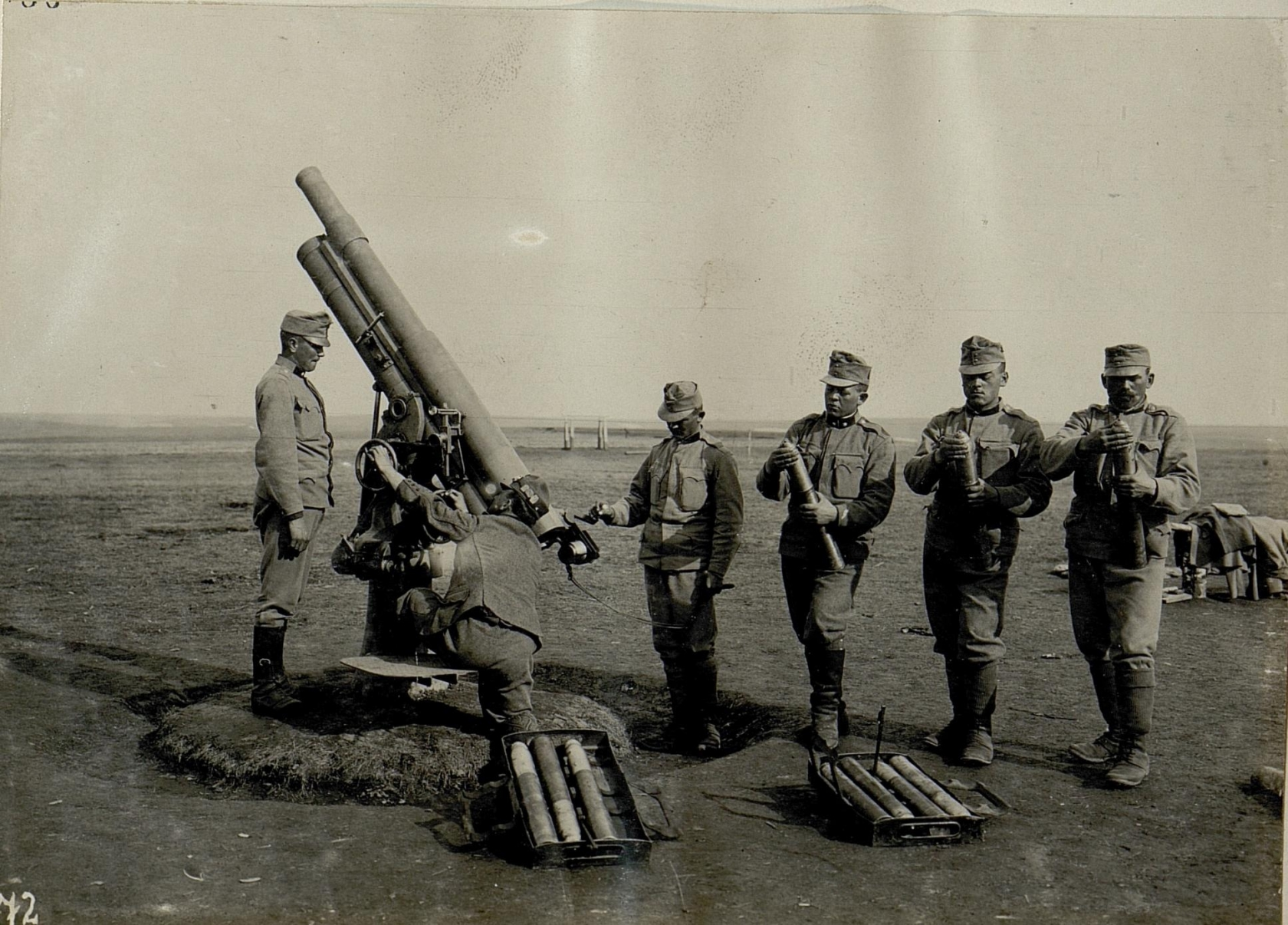
Pièce de DCA à Pidhaïtsi, 1915.

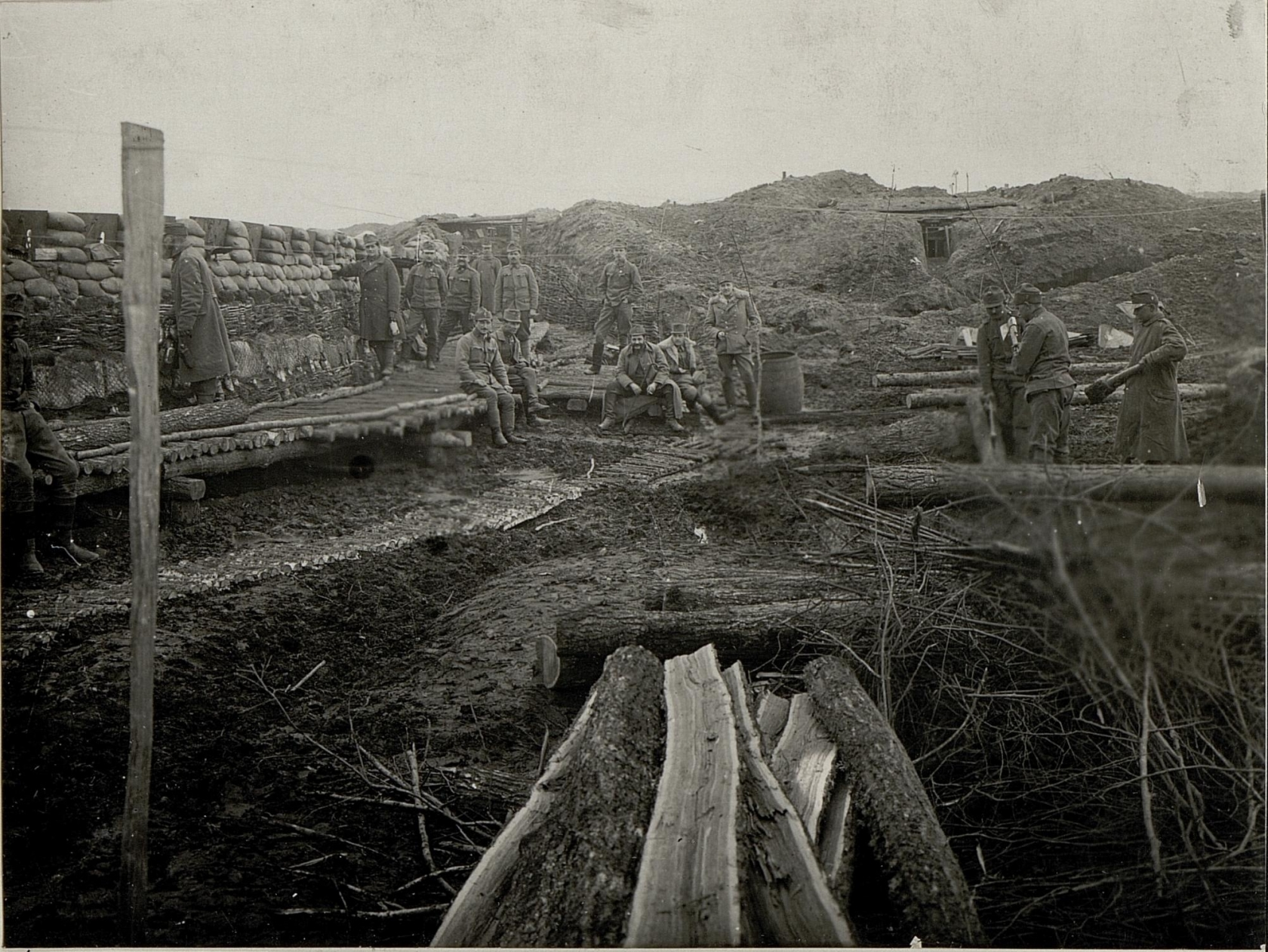
Soldats de la Honvéd en Galicie, 1916.

Au début de la guerre, il est envoyé sur le front de l'est en Galicie à la tête de la 26e division de Schützen. Il participe à la bataille de Komarów près de Zamość (26 août - 2 septembre 1914). Au début de septembre, il est désigné pour commander le XVIIe corps (partie de la 4e armée du général Moritz von Auffenberg) en remplacement du général Karl Georg Huyn (de), victime d'un effondrement nerveux après plusieurs jours de combats. Les 3e et 4e armées subissent une lourde défaite à la bataille de Rava-Rouska (6 - 11 septembre).
Le 17 octobre 1914, Křitek est nommé General der Infanterie. Pendant la bataille de Limanowa (1er - 13 décembre 1914), son corps d'armée occupe le flanc nord de la 4e armée et résiste avec succès aux contre-attaques russes. Pendant l'hiver, il est rattaché à la 3e armée du général Svetozar Borojević von Bojna dans la bataille des Carpates. Ses troupes subissent de lourdes pertes dans les combats du col de Dukla.
Malgré de bons résultats militaires, son tempérament pédant et bureaucratique le fait peu apprécier par ses contemporains, aussi bien ses subordonnés que ses supérieurs. Le général Borojević le déclare « inapte à un commandement plus élevé ».
En mai 1915, le XVIIe corps rejoint la 4e armée et prend part avec succès à l'offensive de Gorlice-Tarnów dans les secteurs de Kraśnik et Lublin. Il joue encore un rôle important pendant les combats de l'automne 1915 sur le Styr (bataille de Rivne).
En 1916, le XVIIe corps est transféré sur le front italien au Tyrol du Sud et rattaché à la 11e armée (de) (général Hermann Kövess). Il prend part à l'offensive du Trentin (mai - juin 1916) où, malgré de bons résultats initiaux, il n'arrive pas à percer et à atteindre la plaine du Pô.
À l'automne 1916, il se retrouve sous les ordres de Borojević. Il participe à la sixième bataille de l'Isonzo (août 1916) puis à la neuvième (octobre - novembre 1916). Borojević, qui a désormais une meilleure opinion de ses qualités, le propose pour une promotion. Křitek est nommé à la tête du Xe corps sur le front de l'Est et, en mai 1917, promu au grade de Generaloberst (colonel-général).
Pendant l'offensive russe de juillet 1917, la 3e armée austro-hongroise est rudement repoussée par l'attaque de la 8e armée russe du général Lavr Kornilov, une des rares armées russes encore peu touchées par la propagande défaitiste des bolcheviks. Les Austro-Hongrois reculent en désordre, un régiment entier de Tchèques passant du côté russe et les champs de pétrole de Galicie sont menacés par l'avance russe. Le général Karl Tersztyánszky von Nádas, chef de la 3e armée, est limogé ; Křitek, nommé à sa place, parvient à rétablir le front dans le secteur de Kalouch et Stanislau en s'appuyant sur des unités encore solides comme la 42e division de Honvéd hongroise. Le jeune philosophe Ludwig Wittgenstein, observateur d'artillerie dans le secteur de Ldziany (en), reçoit la médaille d'argent de la Valeur pour son sang-froid dans cette bataille. Au début d'août 1917, l'offensive menée par la 3e armée, l'armée du Sud allemande et le corps allemand Winckler repousse les Russes et finit de les chasser de Bucovine.
Le 16 janvier 1918, Křitek est nommé à la tête de la 7e armée et prend part à l'opération Faustschlag (« Coup de poing ») qui permet aux Germano-Austro-Hongrois d'occuper l'Ukraine. Le 15 avril, toute résistance russe ayant cessé, son armée est dissoute et il est relevé de son poste, ce qui met fin à sa carrière militaire.
Après la chute de la monarchie, il se retire à Vienne où il est enterré.

## Sources et bibliographie
- (de) Cet article est partiellement ou en totalité issu de l’article de Wikipédia en allemand intitulé « Karl Křitek » (voir la liste des auteurs) dans sa version du 2 janvier 2018.
- Brian McGuinness, Wittgenstein: A Life - Young Ludwig, 1889-1921, The University of California, 1988
- Geoffrey Wawro, A Mad Catastrophe: The Outbreak of World War I and the Collapse of the Habsburg Empire, Basic Books, 2014